# Calais
|  | Per a altres significats, vegeu «Calais (desambiguació)». |

Calais és un municipi francès, situat al departament del Pas de Calais i a la regió dels Alts de França. L'any 2006 tenia 73.200 habitants.
Calais es troba a la costa del pas de Calais o estret de Dover, el punt més estret del canal de la Mànega, que només mesura 34 quilòmetres en aquest lloc, i és la ciutat francesa més propera a Anglaterra. Els penya-segats blancs de Dover es poden veure fàcilment en un dia clar.
El nucli antic de la ciutat, Calais-Nord, es troba en una illa artificial envoltada per canals i ports. La part moderna de la ciutat, St-Pierre, es troba al sud i sud-est.

## Història
Els orígens de Calais són obscurs. Va ser fundat com un poblet pesquer una mica abans del segle x. El 997, va ser ampliat pel comte de Flandes i fortificat pel comte de Boulogne el 1224. La seva posició estratègica el va convertir en un objectiu clau per al poder creixent del regne d'Anglaterra, i la ciutat, després de la batalla de Crécy va ser assetjada i capturada pel rei Eduard III d'Anglaterra el 1347, després d'un setge d'onze mesos.
El rei, enfurismat, va exigir represàlies contra els ciutadans de Calais per resistir tant de temps i va ordenar que la població de la ciutat fos executada en massa. Va decidir perdonar-los amb la condició que sis dels principals ciutadans, sense barrets ni sabates i amb cordes al voltant dels seus colls, vinguessin a ell i se sacrifiquessin. Quan van arribar, va ordenar que fossin executats, però va tenir mercè amb ells quan la seva reina, Felipa d'Hainaut, li va suplicar que els perdonés la vida. Tanmateix, va expulsar la majoria dels francesos i va repoblar la ciutat amb gent d'Anglaterra, per utilitzar-la com una entrada a Anglaterra. El títol municipal de Calais, prèviament concedit per la comtessa d'Arlois, va ser confirmat per Eduard aquell mateix any.
El 1360, el tractat de Brétigny va cedir Guînes, Marck i Calais (col·lectivament, la "Pale de Calais") perpètuament a sobirania anglesa, però només tingué una aplicació informal i parcial.
El 1363, es va convertir la ciutat en un port amb el comerç regulat pel rei. Esdevingué un borough parlamentari que enviava burgesos a la House of Commons del Parlament d'Anglaterra ja el 1372. Tanmateix, seguí formant part de la diòcesi de Thérouanne.
La ciutat fou anomenada "la joia més lluent de la corona anglesa" a causa de la seva gran importància en el comerç d'estany, plom, tèxtils i llana. Els aranzels que s'hi cobraven arribaven a sumar una tercera part dels ingressos del govern anglès, essent-ne la llana l'element més important de llarg. De la seva població de 12.000 persones, fins a 5.400 estaven connectades amb el comerç de llana. El govern o Capitania de Calais era un càrrec públic lucratiu i molt apreciat; el famós Dick Whittington va ser alhora Lord Mayor of London i alcalde de Calais el 1407.
Calais va ser vista durant molts anys com una part integral del Regne d'Anglaterra, amb representants al parlament anglès. Sobre una de les seves portes hi havia la inscripció:
Then shall the Frenchmen Calais win
When iron and lead like cork shall swim
Aleshores guanyaran els francesos Calais
Quan el ferro i el plom nedin com el suro
La realitat, tanmateix, era molt diferent. El domini anglès de Calais depenia de fortificacions molt cares de mantenir, ja que la ciutat no tenia defenses naturals. Mantenir Calais era un afer costós que sovint era posat a prova per les forces de França i del Ducat de Borgonya, amb la frontera franco-borgonyesa a prop. La durada del domini anglès sobre Calais va ser deguda en gran part al combat entre Borgonya i França, en què els dos bàndols desitjaven la ciutat però preferien veure-la en mans dels anglesos que en les del seu rival. La situació va canviar amb la victòria francesa sobre Borgonya i la incorporació del ducat a França.
La fi del domini anglès sobre Calais arribà el 7 de gener del 1558 quan els francesos, sota Francis, duc de Guise, prengueren avantatge d'una guarnició afeblida i de fortificacions debilitades per reprendre la ciutat. La regió al voltant de Calais, coneguda com el Calaisis, va ser reanomenada el Pays Reconquis ("regió reconquerida") en record de la seva recuperació.
La ciutat fou capturada pels espanyols el 1596 per mitjà d'una invasió des dels Països Baixos espanyols, però fou retornada a França després del tractat de Vervins el 1598.
Durant el segle xviii, Calais va aconseguir una fama científica. Quan es va definir el metre per primer cop en relació amb les dimensions de la Terra, estava basat en la distància entre Calais i Perpinyà. Això és molt proper a la línia més llarga del nord al sud de França.
Calais va estar al front del conflicte amb el Regne Unit durant les guerres napoleòniques. El 1805, va allotjar l'exèrcit i la flota de Napoleó abans de la seva invasió fallida de Gran Bretanya.
Els britànics tornaren a Calais durant la Primera Guerra Mundial, degut a la seva proximitat al front de Flandes. Va ser un port vital per a l'abastiment d'armes i reforços del front occidental. La ciutat va ser arrasada durant la Segona Guerra Mundial. El maig del 1940, va ser un objectiu clau de les forces invasores alemanyes i esdevingué l'escena d'una última defensa que permeté que les derrotades forces angleses fossin evacuades des de Dunkerque a la batalla de Dunkerque. 3.000 tropes angleses i 800 de franceses, amb el suport de vaixells de guerra de la Royal Navy, resistiren des del 22 fins al 27 de maig del 1940 contra dues divisions de panzer alemanyes. La ciutat va ser arrasada per un bombardeig incessant i només 30 dels 3.800 soldats defensors foren evacuats abans de la caiguda de la ciutat.
Durant l'ocupació alemanya, es convertí en el quarter general de les forces alemanyes a la regió del Pas de Calais i de Flandes i va ser molt fortificada, ja que els alemanys creien que els aliats envairien el continent en aquell punt. Va ser utilitzada com un lloc de llançament de les bombes V1 i, durant gran part de la guerra, els alemanys usaren la regió com un emplaçament per a canons sobre vies que utilitzaven per bombardejar la regió del sud-est d'Anglaterra. De fet, la invasió tingué lloc molt més a l'oest, a Normandia, el Dia D. Calais va ser fortament bombardejada en un intent de malmetre les comunicacions alemanyes i convèncer els alemanys que els aliats atacarien el Pas de Calais per a la invasió. La ciutat, ja en ruïnes, va ser alliberada per forces canadenques a l'octubre del 1944.

## Economia

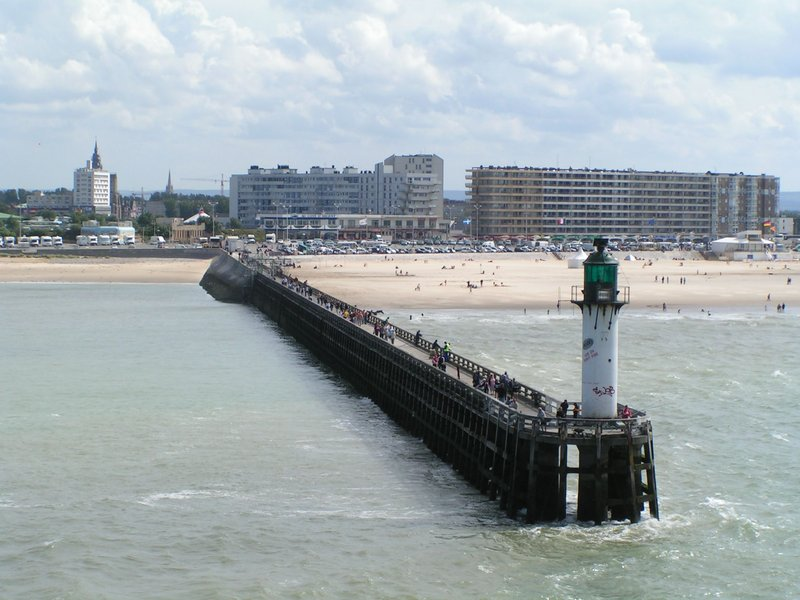
Un moll i un far a la costa de Calais

La proximitat de la ciutat a Anglaterra l'ha convertit durant segles en un port de gran importància. És el punt principal de sortida dels ferrys cap a Anglaterra, amb la majoria dels viatges pel Canal de la Mànega fets entre Dover i Calais. La terminal francesa del Channel Tunnel es troba també a prop de Calais, a Sangatte, a uns 6 quilòmetres a l'oest de la ciutat.
El punt fort de l'economia de la ciutat és, evidentment, son port, però també hi ha altres indústries. Les principals són la fabricació de corbates, la indústria química i la fabricació de paper. Hi ha enllaços ferroviaris directes a París.
A causa de la gran diferència en els impostos britànics i els francesos en productes tals com les begudes alcohòliques, s'han creat centres comercials gegants destinats als britànics que venen a Calais exclusivament per comprar-ne.

## Llocs d'interès
La pràctica totalitat de la ciutat fou destruïda a la Segona Guerra Mundial, de manera que no hi ha gaire cosa per veure a Calais d'abans de la guerra. Per a molts visitants, la ciutat només és un lloc de passada per anar a altres llocs.
El centre de la ciutat està dominat pel seu característic hôtel de ville (ajuntament), construït en un estil flamenc renaixentista (i visible des de mar endins). Just davant de l'ajuntament hi ha una còpia de l'estàtua Els Burgesos de Calais (Les Bourgeois de Calais) d'Auguste Rodin.
El quarter general dels alemanys durant la guerra, situat a prop de l'estació de tren en un petit parc, és obert al públic avui en dia com un museu de guerra.
A l'oest hi ha la Côte d'Opale, una bella secció costanera amb penya-segats paral·lels als White Cliffs del litoral anglès i que és part de la mateixa formació geològica.
En dies clars, els edificis de Calais es poden veure bastant bé des de la costa anglesa, a 32 quilòmetres.

## Transports
La ciutat compta amb dues estacions principals: les estacions de Calais-Ville i Fontinettes. A més, també té una estació secundària per on passen els Eurostar, al municipi veí de Fréthun: l'estació de Calais-Fréthun.
- Línia Calais-Dunkerque-Calais del TER

El transport públic queda complementat per diverses línies d'autobusos.

## Personatges il·lustres
- Gérard Debreu (1921-2004), economista, Premi Nobel d'Economia de 1983.